# Европейски политехнически университет
Европейският политехнически университет, съкратено ЕПУ, е частно висше училище в Перник, учредено през 2010 г. Издадени дипломи от този университет не се признават.
Собственост е на италианската образователна група Pegaso International, притежаваща още 3 висши училища – в Италия (2) и в Малта (1).
Във ЕПУ реално не протича учебна дейност. Университетът на практика служи като канал за мигранти. Изложени са данни, че  голяма част от студентите са граждани на  африкански държави, напр. Нигерия, но изобщо не се намират на територията на България 
От МОН съобщават за учудващо ниски сметки за ток и вода, отговарящи не на обществена институция а на едно обикновено домакинство. 
За 5 години университетът е издал дипломи за висше образование на 83 студенти. 

## История
Учредителите на университета са „Инвестеĸ“ ЕOOД, „Бългериън Пропъртис“ OOД и община Перник. Открит е с решение на Народното събрание на Република България от 10 юни 2010 г. Акредитиран е от Националната агенция по оценяване и акредитация при Министерския съвет.
Първи ректор на ЕПУ е проф. дтн. Христо Христов (бивш декан и заместник-ректор на ТУС и заместник-министър). През декември 2011 г. за ректор е избран доц. д-р Борислав Борисов (от СА, бивш заместник-кмет на Варна), а през септември 2012 г. – проф. дхн. Иван Петков (бивш декан и заместник-ректор на СУ). Проф. д-р Марин Маринов (доцент в ТУС) е ректор от 2016 г.
Първи президент (председател на надзорния орган Съвет на настоятелите) е д-р Тошко Кръстев. Длъжността се заема по-късно от италианците проф. Джузепе Саконе (от 2016 г.) и д-р Рикардо Ромео (понастоящем).
През 2015 г. ЕПУ става част от университетската общност на италианския консорциум Pegaso и получава акредитация от германския Институт за акредитация, сертификация и осигуряване на качеството (ACQUIN) – член на Европейската асоциация за осигуряване на качеството във висшето образование (ENQA).

## Обучение
Академичният профил на университета за бакалаври и магистри е в модерните специалности информатика и компютърни науки, комуникационни и компютърни мрежи и системи, архитектура и урбанистика, строително инженерство и иновационно предприемачество. Във всички специалности и степени обучението се води по едни и същи учебни програми на български и английски на език.
От 2017 г., в партньорство с Великотърновски университет „Св. св. Кирил и Методий“ Европейския политехнически университет предвижда съвместно обучение за придобиване на педагогическа правоспособност, осъществявано по иновативни учебни програми за едногодишна специализация, разработени за целите на ЕПУ на български, английски и италиански език.
ЕПУ реализира обучение по съвместни програми с други европейски университети. Водещи компании, фирми и професионални организации участват в работата на Университета и осигуряват възможност за успешна реализация. ЕПУ осъществява сътрудничество с университети от Европа, САЩ и Азия.
Като мултинационален и мултикултурен образователен център Университетът се придържа към европейските ценности и етични стандарти: хармонично пространство на толерантност, съпричастие, уважение и взаимно разбиране между студенти от различни етноси, религии, култури.